# إنتاج الهيدروجين

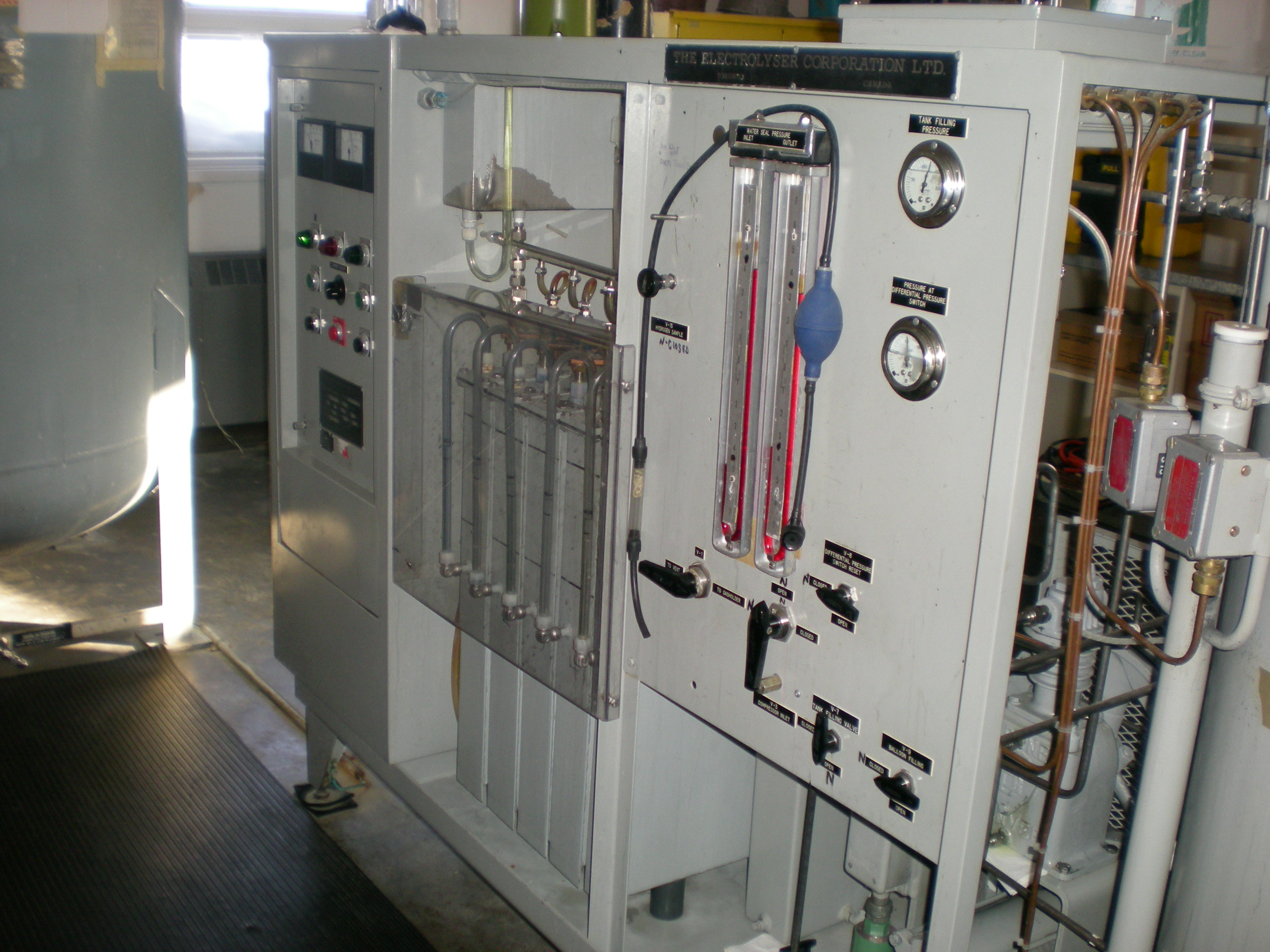

إنتاج الهيدروجين يصف مجموعة العمليات الكيميائية لإنتاج الهيدروجين. إن الطريقة الأكثر استخداماً لإنتاج الهيدروجين في الوقت الحالي هو إجراء عملية إصلاح بخاري للهيدروكربونات.
تفاعل انتاج الهيدروجين (HER) هو تفاعل كيميائي ينتج عنه H2 .  يتطلب تحويل البروتونات إلى H2 خفض تكافؤها وعادةً يستخدم محفز. في الطبيعة، يتم تحفيز تفاعل انتاج الهيدروجين بواسطة إنزيمات الهيدروجيناز . تستخدم المحللات الكهربية التجارية عادة معدن البلاتين كمحفز. تفاعل انتاج الهيدروجين مفيد لإنتاج غاز الهيدروجين، وتوفير وقود نظيف الاحتراق.  ومع ذلك، يمكن أن يكون تفاعل انتاج الحيدروجين أيضًا تفاعلًا جانبيًا غير مرحب به في عمليات اختزال أخرى مثل تثبيت النيتروجين ، أو الاختزال الكهروكيميائي لثاني أكسيد الكربون 

## الإصلاح البخاري
يعد الوقود الأحفوري المصدر الرئيسي لإنتاج الهيدروجين في الصناعة.
يمكن تطبيق عملية إصلاح بخاري على الهيدروكربونات باختلافها وخاصة على أبسطها مثل غاز الميثان أو على الغاز الطبيعي.
عند درجات حرارة مرتفعة تتراوح بين 700–1100°س يمرر بخار الماء H2O على الميثان في تفاعل ماص للحرارة ليعطي غاز الاصطناع، وهو مزيج من غازي الهيدروجين وأحادي أكسيد الكربون.
CH4 + H2O → CO + 3H2
في مرحلة ثانية تتولّد كميّات إضافية من الهيدروجين نتيجة حدوث التفاعل الناشر للحرارة وهو تفاعل انزياح ماء-غاز:
CO + H2O → CO2 + H2
يحدث خلال هذا التفاعل عملية تجريد لذرة أكسجين من بخار الماء المضاف من أجل أكسدة CO إلى CO2. عملية الأكسدة هذه تزود الوسط بالطاقة. يمكن تزويد العملية بالطاقة من خلال حرق قسم من الميثان.

## طرق أخرى لإنتاج الهيدروجين من الوقود الأحفوري

### أكسدة جزئية
يمكن إجراء عملية أكسدة جزئية للهيدروكربونات بإدخال مزيج من الوقود والهواء في وحدة الإصلاح، مما يولّد غاز اصطناع غني بالهيدروجين. يمكن التمميز بين نوعين من عملية الأكسدة الجزئية؛ وهما الأكسدة الجزئية الحرارية (TPOX) أو الأكسدة الجزئية الحفزية (CPOX). يجري التفاعل الكيميائي وفق ما يلي:
CnHm + n/2 O2 → n CO + m/2 H2

### إصلاح بلازمي
من الطرق الحديثة لإنتاج الهيدروجين استخدام حرّاق بلازما لحرق الهيدروكربونات لتحويلها إلى أسود الكربون وغاز الهيدروجين دون تشكل غاز ثنائي أكسيد الكربون CO2. تدعى هذه العملية باسم عملية كفيرنر Kværner-process نسبة إلى الشركة النرويجية التي ابتدعتها في ثمانينات القرن العشرين.
تجري حالياً الأبحاث لتطوير كفاءة هذه الطرق والتي تدعى تغويز البلازما.

## من الماء

### التحليل الكهربائي
ينتج الهيدروجين من التحليل الكهربائي للماء ولكن على نطاق ضيق صناعياً. هنالك ثلاثة أنواع من خلايا التحليل الكهربائي للماء وهي خلايا تحليل الأكسيد الصلب (SOEC's) وخلايا تحليل الغشاء البوليميري (PEM) وخلايا تحليل قلوية (AEC's).
هنالك اقتراحات عدة للتقليل من استهلاك الطاقة اللازمة لعملية التحليل الكهربائي وذلك بإجراء عملية التحليل الكهربائي عند درجات حرارة مرتفعة، عادة حوالي 800°س، وفي نفس الوقت تأمين مصدر لهذه الطاقة مثل الطاقة الصادرة عن حرق المخلفات الصناعية أو من المحطات النووية، أو من الطاقة الشمسية المركزة.

### دورة كيميائية حرارية
يجمع أسلوب الدورة الكيميائية الحرارية استخدام مصادر كيميائية وحرارية لفصل الماء إلى مكوناته من الهيدروجين والأكسجين. يستخدم للفظ دورة لأن المواد المستخدمة في هذه العملية يعاد تدويرها.

### طريقة فيروسليكون
يستخدم الفيروسليكون لإنتاج الهيدروجين بشكل سريع وفعال على نطاق ضيق. تتضمن الطريقة استعمال كل من هيدروكسيد الصوديوم والفيروسليكون والماء ومزجها مع بعضها البعض. يملأ وعاء ضغط بالهيدروكسيد والفيروسليكون ثم تضاف كميات مدروسة من الماء، ينتج عنها الهيدروجين وبخار الماء بالإضافة إلى سيليكات الصوديوم.
في نوفمبر 2021 ، ربطت وزارة الصناعة والتجارة سيستيما بمشروع خاباروفسك التجريبي لإنتاج 350 ألف طن من الهيدروجين الأخضر المخطط له سنويا.